# Kater (kulle)
Kater är en kulle i Antarktis. Den ligger i Västantarktis. Argentina, Chile och Storbritannien gör anspråk på området.
Terrängen runt Kater är kuperad. Havet är nära Kater åt nordväst. Trakten är obefolkad. Det finns inga samhällen i närheten. 